# Nematopogon adansoniella
Nematopogon adansoniella (Villers, 1789) è un lepidottero appartenente alla famiglia Adelidae, diffuso in Europa.

## Descrizione

### Adulto
Si tratta di una falena di piccole dimensioni, alquanto primitiva, con nervatura alare eteroneura e apparato riproduttore femminile provvisto di un'unica apertura, destinata sia all'accoppiamento, sia all'ovodeposizione.

Si osserva una connessione tergosternale, posteriore rispetto al primo spiracolo addominale, formata da un processo ventrocaudale del primo tergite, che va a collegarsi all'estensione anterolaterale del secondo sternite.

L'ala anteriore ha forma lanceolata, con apice arrotondato; è di un colore bruno-grigiastro spento, con iridescenze verdastre e nervature molto in risalto; il termen tende ad essere lievemente più scuro. I microtrichi sono presenti ed uniformemente distribuiti.

L'ala posteriore risulta più tozza e arrotondata, di un colore bianco sporco uniforme, con riflessi argentati; come in tutte le Adelidae, si nota una riduzione del sistema legato al settore radiale (Rs) dell'ala posteriore, con anastomosi di Sc ed R dal quarto basale fino al termen, ed Rs non ramificata; l'accoppiamento alare è di tipo frenato, con frenulum a singola setola composita nel maschio, e setole multiple nella femmina. È presente l'apparato di connessione tra ala anteriore e metatorace; si possono inoltre osservare un ponte precoxale e la perdita del primo sternite addominale, mentre il secondo si suddivide in uno sclerite anteriore più piccolo (S2a) ed uno posteriore più sviluppato (S2b).

Il capo è giallastro. Le antenne sono filiformi e, soprattutto nel maschio, superano di parecchio la lunghezza del corpo. Si osserva la presenza di uno sclerite intercalare, oltre a spinule laterali (probabilmente derivate dai sensilla) in alcuni segmenti prossimali del flagello dei maschi. Gli antennomeri basali appaiono alternativamente bianchi e neri, per poi diventare tutti più o meno uniformememte bianchi nella parte distale dell'antenna.

Gli ocelli sono assenti, così come i chaetosemata. Gli occhi del maschio sono alquanto sviluppati. La spirotromba è perfettamente funzionante e risulta ricoperta di scaglie e più lunga della capsula cefalica, estendendosi fin oltre i palpi mascellari; questi ultimi risultano allungati. I palpi labiali hanno tre segmenti, corti e con setole laterali sul secondo; il segmento apicale rivela la presenza di un organo di vom Rath.

Nelle zampe, gli speroni tibiali hanno formula 0-2-4.

L'apparato genitale maschile rivela, su ogni valva, una struttura a pettine detta pectinifer. L'uncus è assente, mentre il vinculum presenta un saccus allungato. La juxta è a forma di freccia, mentre l'edeago è assottigliato.

Nel genitale femminile, l'ovopositore è ben sviluppato e perforante, con apici appiattiti lateralmente, che permettono l'inserimento delle uova all'interno dei tessuti fogliari della pianta ospite; tale caratteristica viene considerata una specializzazione secondaria delle Adelidae. La cloaca è stretta e tubuliforme. Le apofisi sono fortemente sclerotizzate; il corpus bursae è sviluppato e membranaceo, senza signa.

L'apertura alare è di 15–20 mm.

### Uovo
Le uova sono lievemente punteggiate; vengono inserite singolarmente nei tessuti della pianta ospite, pertanto assumono la forma della "tasca" in cui le inserisce la femmina.

### Larva
Il bruco, quasi cilindrico, possiede un capo arrotondato, non appiattito e prognato, con solco epicraniale marcato e sei stemmata per lato.

Sono presenti due setole genuali, G1 e G2, mentre l'assenza della setola AF2 è considerata un'evoluzione secondaria.

Sul protorace è visibile uno scudo ben sclerotizzato.

Le zampe toraciche sono ben sviluppate, mentre le pseudozampe, poste sui segmenti addominali III-VI e X, sono fortemente ridotte; gli uncini pseudopodiali, assenti sul segmento X, sono disposti su file multiple.

### Pupa
La pupa è dectica, con cuticola lievemente sclerotizzata e appendici solo debolmente aderenti al corpo. I palpi mascellari appaiono prominenti, mentre quelli labiali risultano esposti, così come le coxe del primo paio di zampe. All'interno del bozzolo, le antenne sono accomodate attorno all'addome. I segmenti addominali da III a VII sono mobili, e si notano una o due file di spinule sulla superficie della maggior parte dei segmenti.

## Biologia

### Comportamento
Il volo avviene alla luce diretta del sole, e si può assistere alla formazione di sciami, soprattutto attorno a gruppi di infiorescenze, alberi o cespugli.

La larva è una minatrice fogliare durante la primavera; in seguito, quando si avvicina lo stadio pre-pupale, il bruco vive all'interno di un astuccio lenticolare portatile, che costruisce a partire da frammenti di foglie e detriti del sottobosco, ed allarga via via che si accresce; in questa fase si alimenta prevalentemente di foglie cadute nella lettiera, o comunque di vegetali a basso fusto.

L'impupamento avviene pertanto all'interno di quest'involucro, spesso ai piedi della pianta ospite, sotto lo strato di foglie cadute.

### Periodo di volo
Gli adulti sfarfallano tra l'inizio di aprile e giugno, a seconda della latitudine.

### Alimentazione
Le larve di questa specie attaccano le foglie di piante appartenenti a diverse famiglie, tra cui:
- Fagus sylvatica L. (faggio selvatico o europeo, Fagaceae)
- Prunus spinosa L. (prugnolo selvatico, Rosaceae)
- Quercus robur L. (farnia, Fagaceae)
- Vaccinium myrtillus L. (mirtillo nero, Ericaceae)

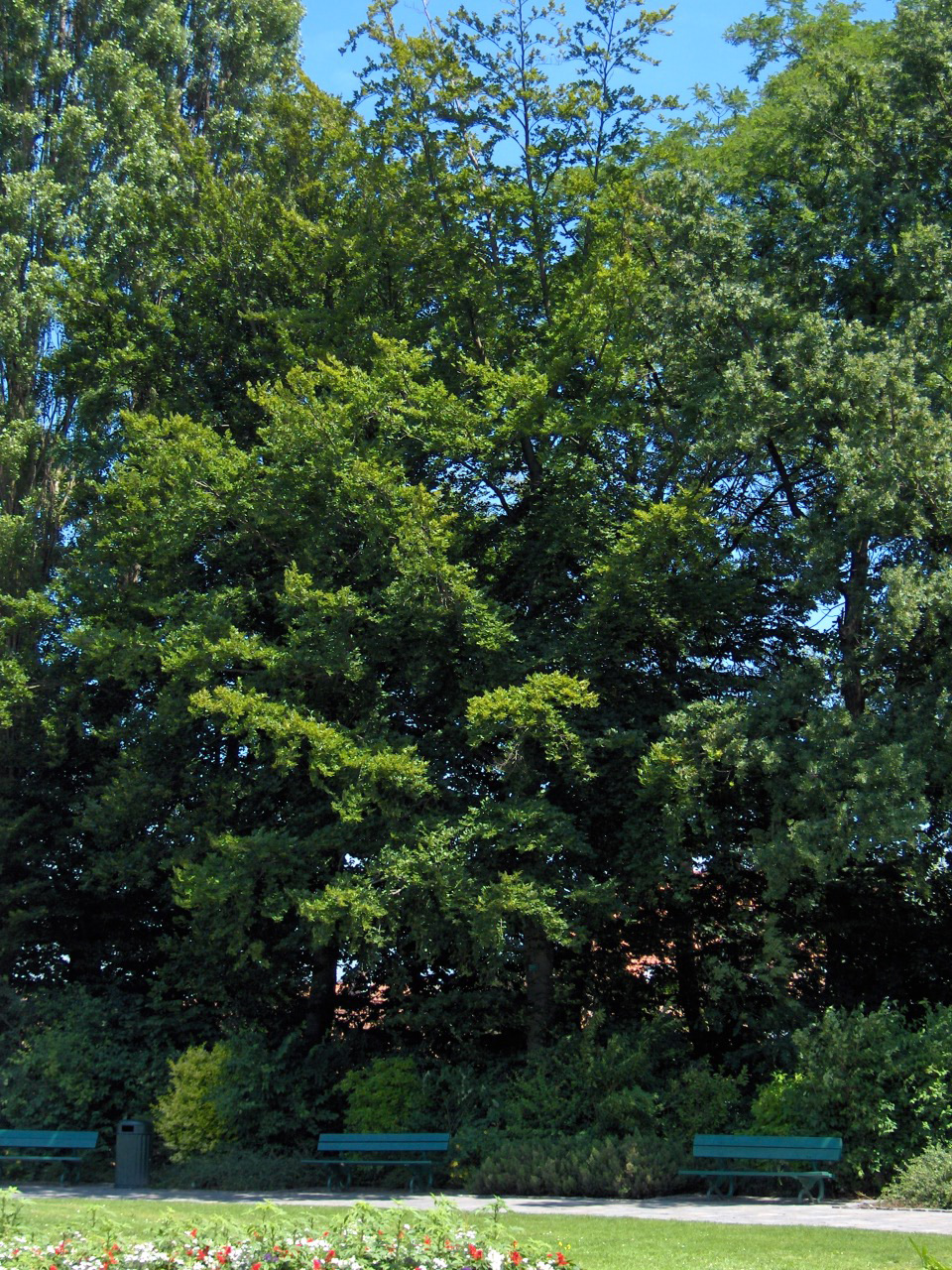
Fagus sylvatica
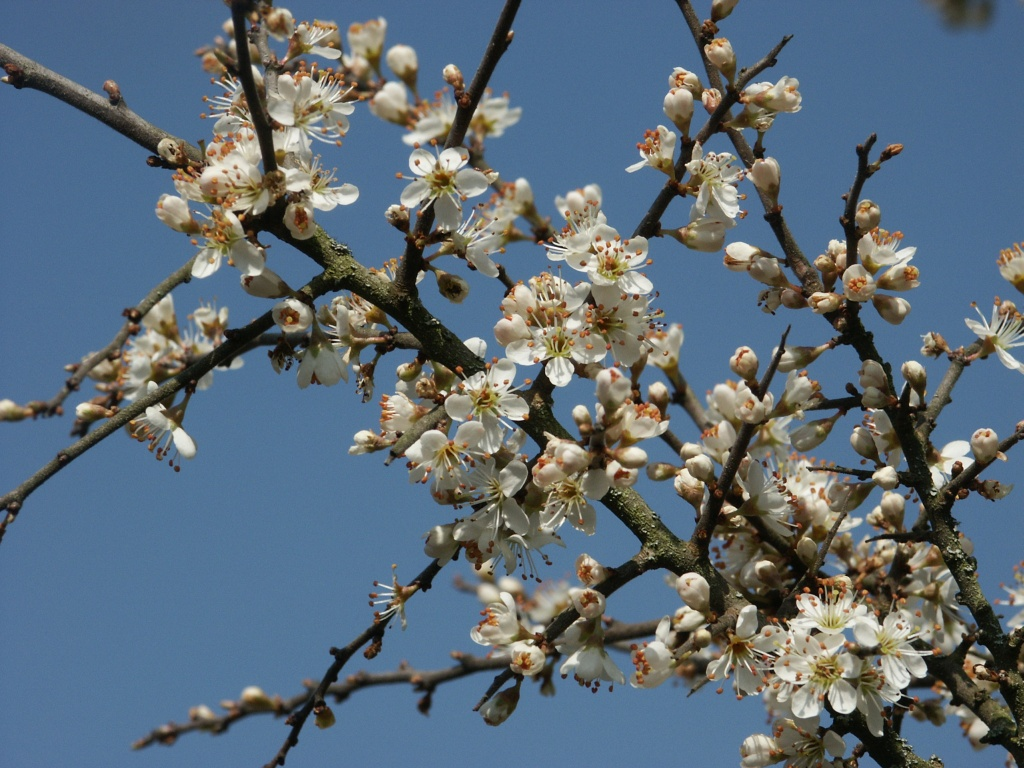
Prunus spinosa
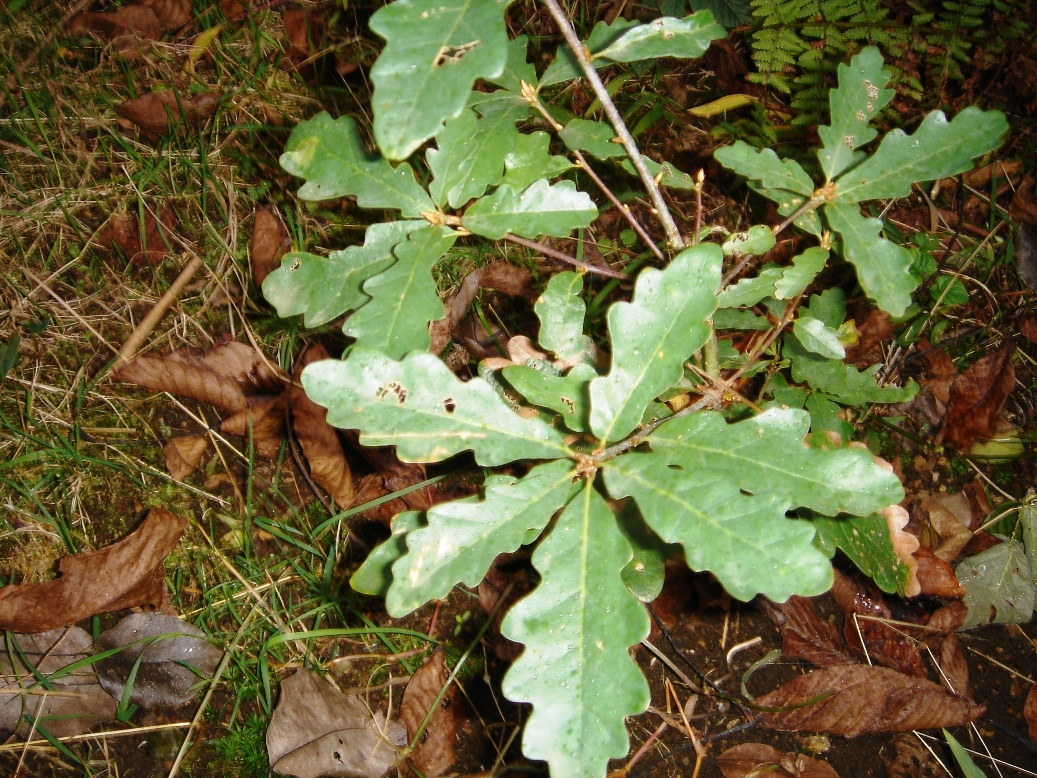
Quercus robur
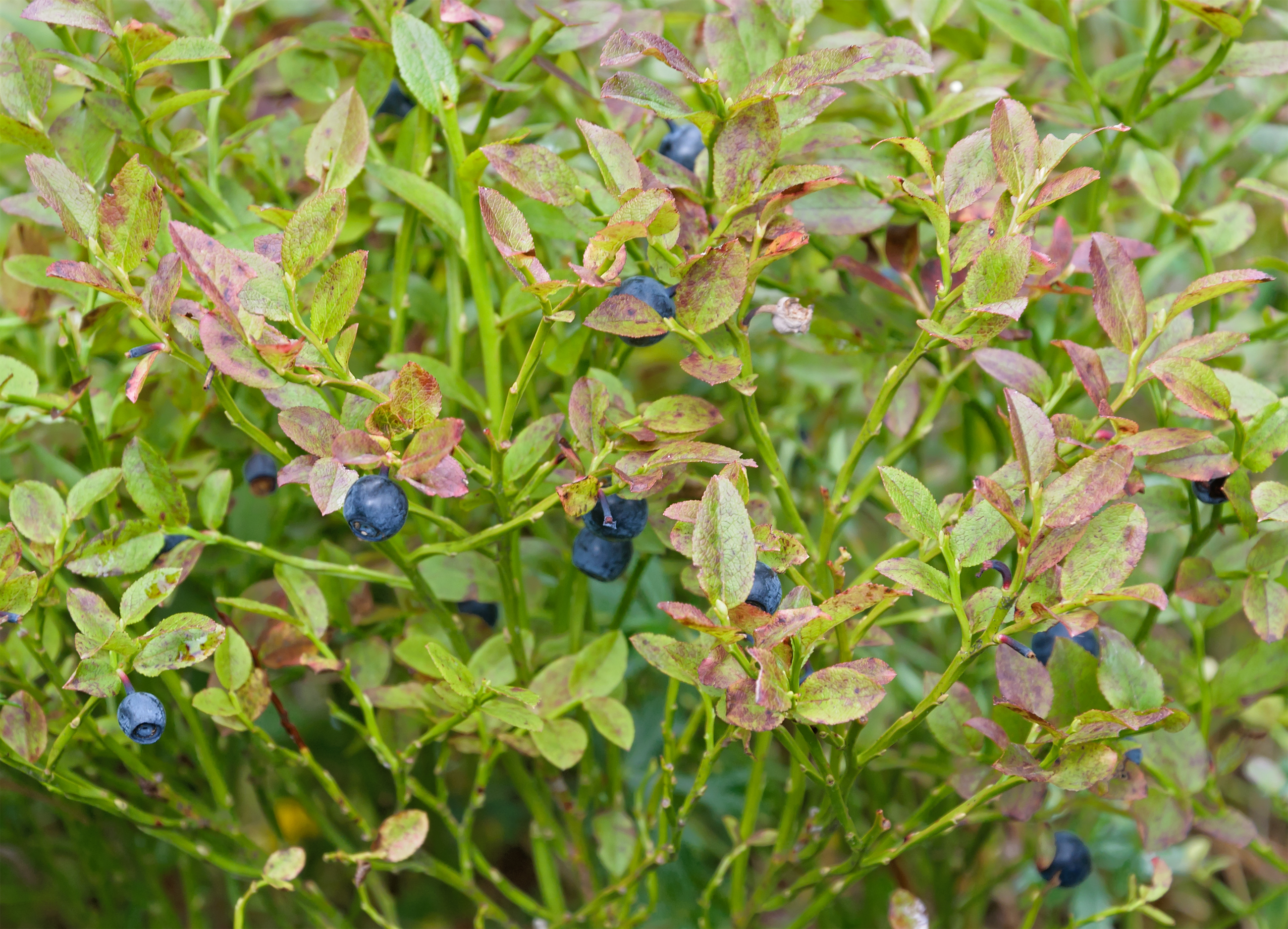
Vaccinium myrtillus

## Distribuzione e habitat

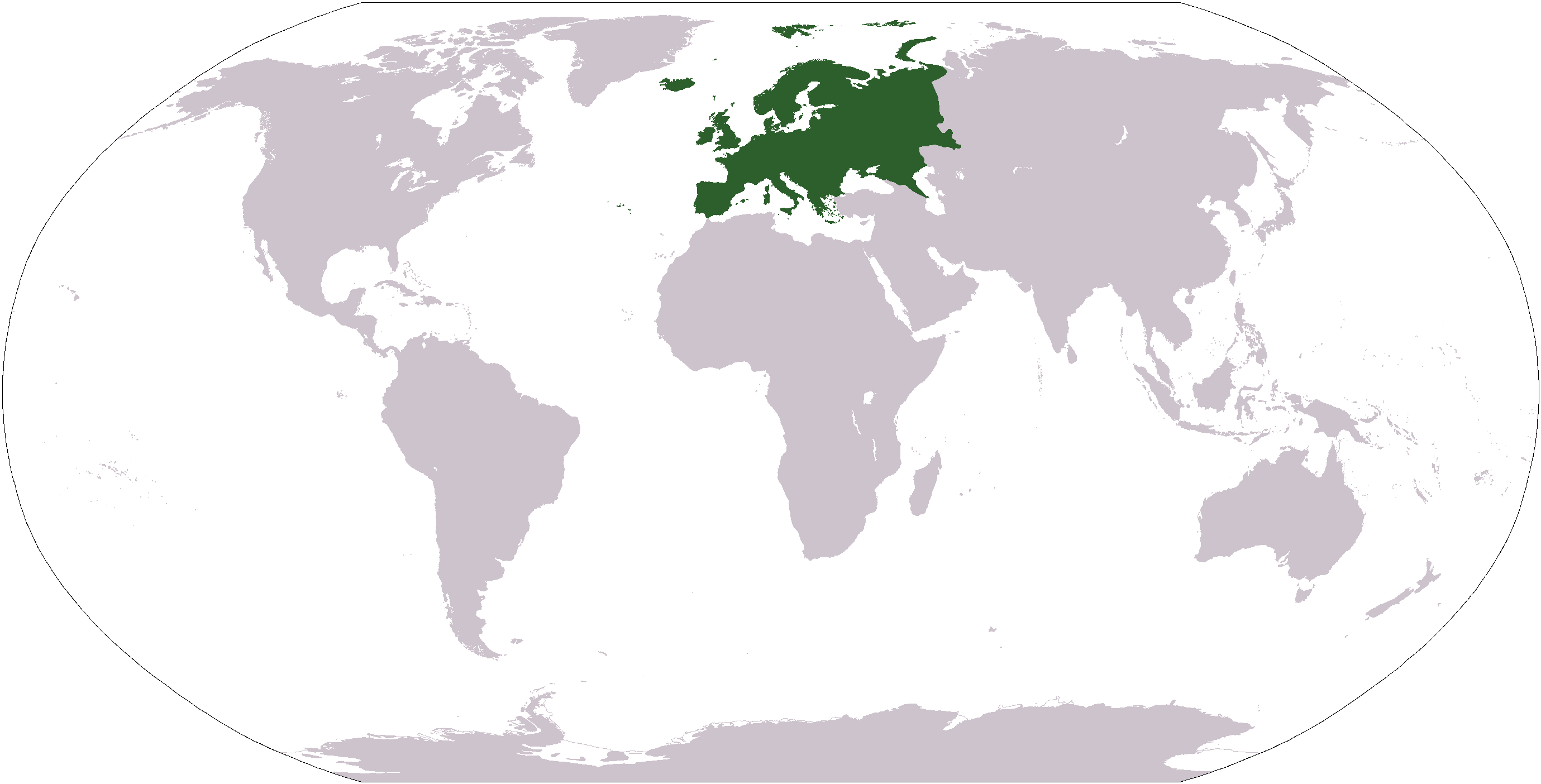
La specie è diffusa in Europa

La specie è diffusa in Europa (locus typicus), e più in dettaglio è stata rinvenuta in: Spagna (escluse le Canarie e le Baleari), Francia (esclusa la Corsica), Belgio, Paesi Bassi, Lussemburgo, Svezia, Danimarca (assente nelle Fær Øer), Germania, Svizzera, Austria, Ungheria, Italia (presente da nord a sud, ma assente in Sardegna e Sicilia), Croazia, Bosnia ed Erzegovina, Serbia e Montenegro, Albania, Polonia, Lituania, Repubblica Ceca, Slovacchia, Romania, Turchia. Non si hanno inoltre dati certi relativamente alla presenza in Macedonia, Bielorussia, Moldavia e Russia.
L'habitat è rappresentato da foreste a latifoglie, macchie e zone boschive.

## Tassonomia

### Sottospecie
Non sono state descritte sottospecie.

### Sinonimi
Sono stati riportati nove sinonimi.
- Alucita panzerella Fabricius, 1794 - Ent. Syst. 3(2): 339[30] - Locus typicus: Italia (sinonimo eterotipico).
- Capillaria panzeri Haworth, 1828 - Lepid. Br. 522[31] - Locus typicus: Regno Unito, Kent e York (sinonimo eterotipico).
- Nematopogon panzerella (Fabricius, 1794) - Ent. Syst. 3(2): 339[30] - Locus typicus: Italia (sinonimo eterotipico)
- Nemophora annulatella Ragonot, 1876 - Ann. Soc. Ent. Fr. 6: LXVI[32] - Locus typicus: Francia, dintorni di Parigi (sinonimo eterotipico).
- Nemophora panzerella Hübner, 1819 - Verz. bekann. Schmett. 7[33] (sinonimo eterotipico).
- Nemophora pseudopilella Peyerimhoff, 1877 - Pet. Nouv. Ent. 2: 102[34] - Locus typicus: Francia, Hyères e Cannes (sinonimo eterotipico)
- Nemophora sabulosella Walker, 1863 - Cat. Lep. Het. Br. Mus. 28: 497[35] - Locus typicus: Australia (sic) (sinonimo eterotipico)
- Phalaena adansoniella Villers, 1789 - Car. Linn. entom. 2: 527[2] - Locus typicus: Europa (sinonimo omotipico; basionimo)
- Tinea panzerella (Fabricius, 1794) - Ent. Syst. 3(2): 339[30] - Locus typicus: Italia (sinonimo eterotipico).

### Iconografia

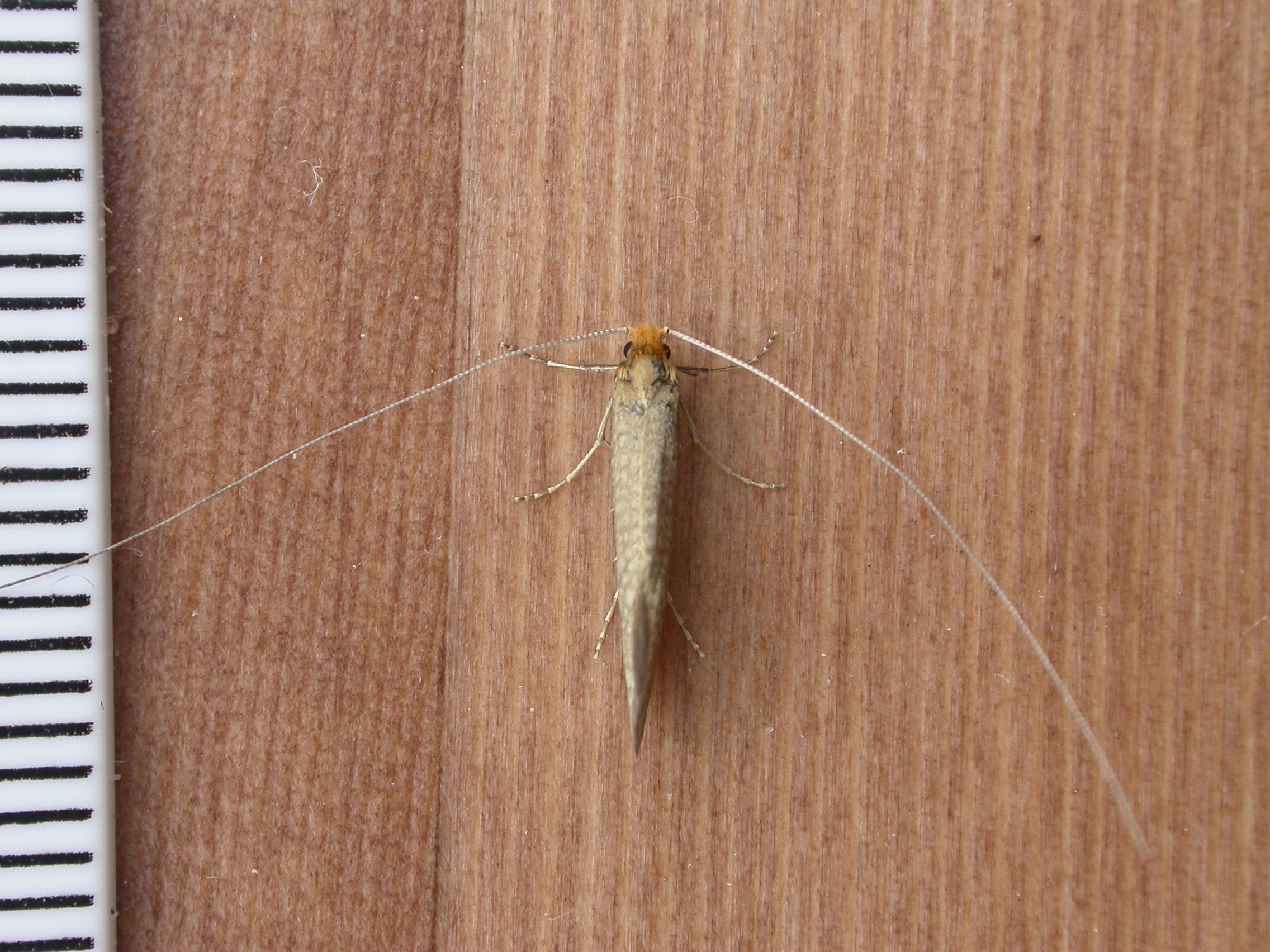
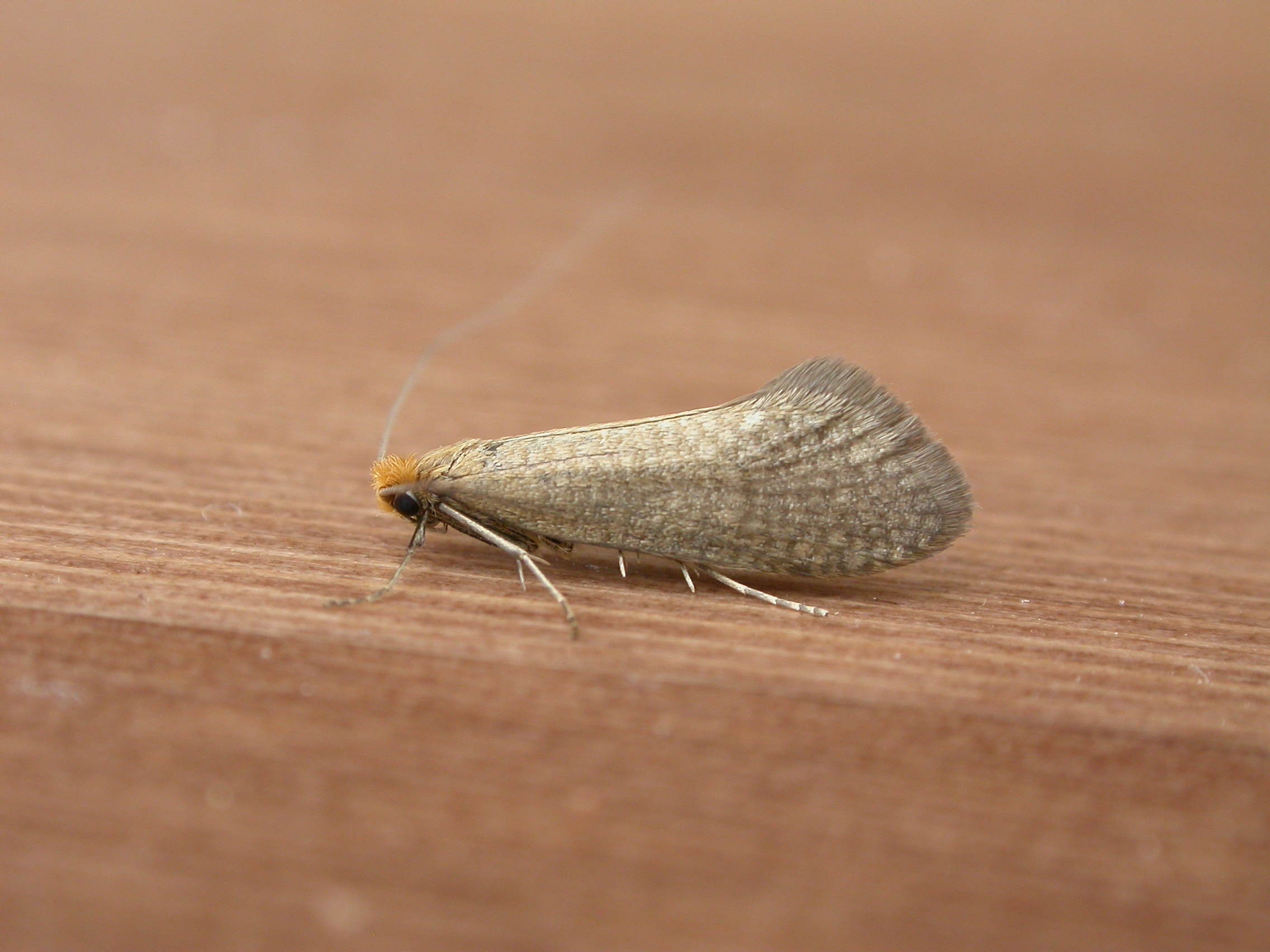
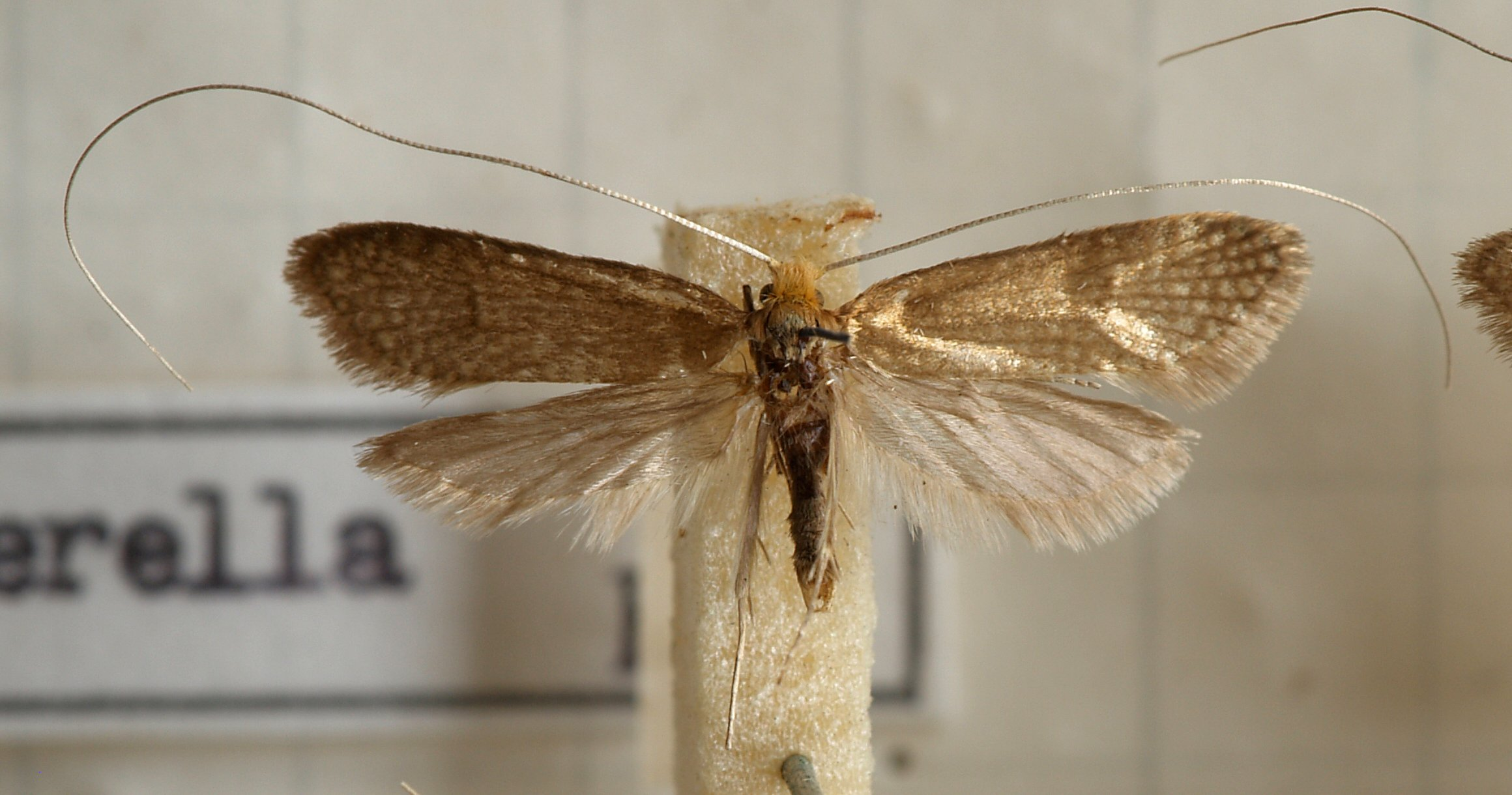

## Conservazione
Lo stato di conservazione della specie non è stato ancora valutato dalla Lista rossa IUCN.